# Ampere (мікроархітектура)
Ampere — кодова назва мікроархітектури графічних процесорів, розробленої Nvidia в якості наступника архітектури Turing, яка, за чутками, буде випущена в 2020 році. Вона названа на честь французького математика і фізика Андре-Марі Ампера. У червні 2019 року, Samsung Electronics оголосила, що отримала контракт на виробництво Ampere, використовуючи 7-нм техпроцес. Віце-президент Nvidia Дебора Шокіст пізніше заявила, що графічні процесори Ampere будуть виготовлятися як Samsung, так і TSMC. Проте, під час конференції GPU Technology Conference (GTC) 2019 року в Сучжоу, КНР, генеральний директор Nvidia Дженсен Хуанг відповів пресі, що більшість замовлень їх 7-нм графічного процесора наступного покоління буде виконуватися TSMC, а Samsung буде грати лише невелику роль, ніж повідомлялося раніше.
16 листопада 2020 року на конференції SC20 присвяченій суперкомп'ютерам компанія оголосила про випуск нової моделі прискорювача А100. Нова версія матиме вдвічі більше пам'яті за попередню — 80 ГБ HBM2e, а пропускна здатність шини пам'яті збільшена до трохи більше 2 ТБ на секунду (близько 3,2 ГБ на секунду на один пін).